# Harborland (métro municipal de Kobe)
Harborland (ハーバーランド駅, Hābārando-eki) est une station de la ligne Kaigan du métro municipal de Kobe. Elle est située dans l'arrondissement Chūō de Kobe, préfecture de Hyōgo au Japon. Elle est en correspondance avec la gare de Kobe.
Mise en service en 2001, elle est desservie par les rames de la ligne Kaigan (bleue).

## Situation ferroviaire

Plan du métro.

Établie en souterrain, Harborland est une station de passage, au point kilométrique (PK) 2,3, de la ligne Kaigan (bleue) du métro municipal de Kobe. Elle est située entre la station Minato Motomachi, en direction du terminus sud Sannomiya-Hanadokeimae, et la station Chūō-Ichibamae, en direction du terminus nord Shin-Nagata.
Elle dispose d'un quai central encadré par les deux voies de la ligne.

## Historique

### Histoire
La station Harborland est mise en service le 7 juillet 2001, lorsque le Bureau des transports municipaux de Kobe ouvre à l'exploitation les 7,9 kilomètres de la ligne Kaigan, entre Sannomiya-Hanadokeimae et  Shin-Nagata.

### Transit
En 2015, la fréquentation journalière de la station était de 6 757 personnes
| 2010  | 2011  | 2012  | 2013  | 2014  | 2015  |
| 6 048 | 5 975 | 5 936 | 6 405 | 6 469 | 6 757 |

## Services aux voyageurs

### Accès et accueil
La station dispose de quatre accès dont un principal équipé d'un escalier mécanique. Pour les personnes à la mobilité réduite un parcours spécifiques est signalé avec un ascenseur pour rejoindre le niveau -1 puis un deuxième ascenseur pour rejoindre le quais de la station. La carte ICOCA est possible pour l’accès aux portillon  d’accès aux quais.

Installations
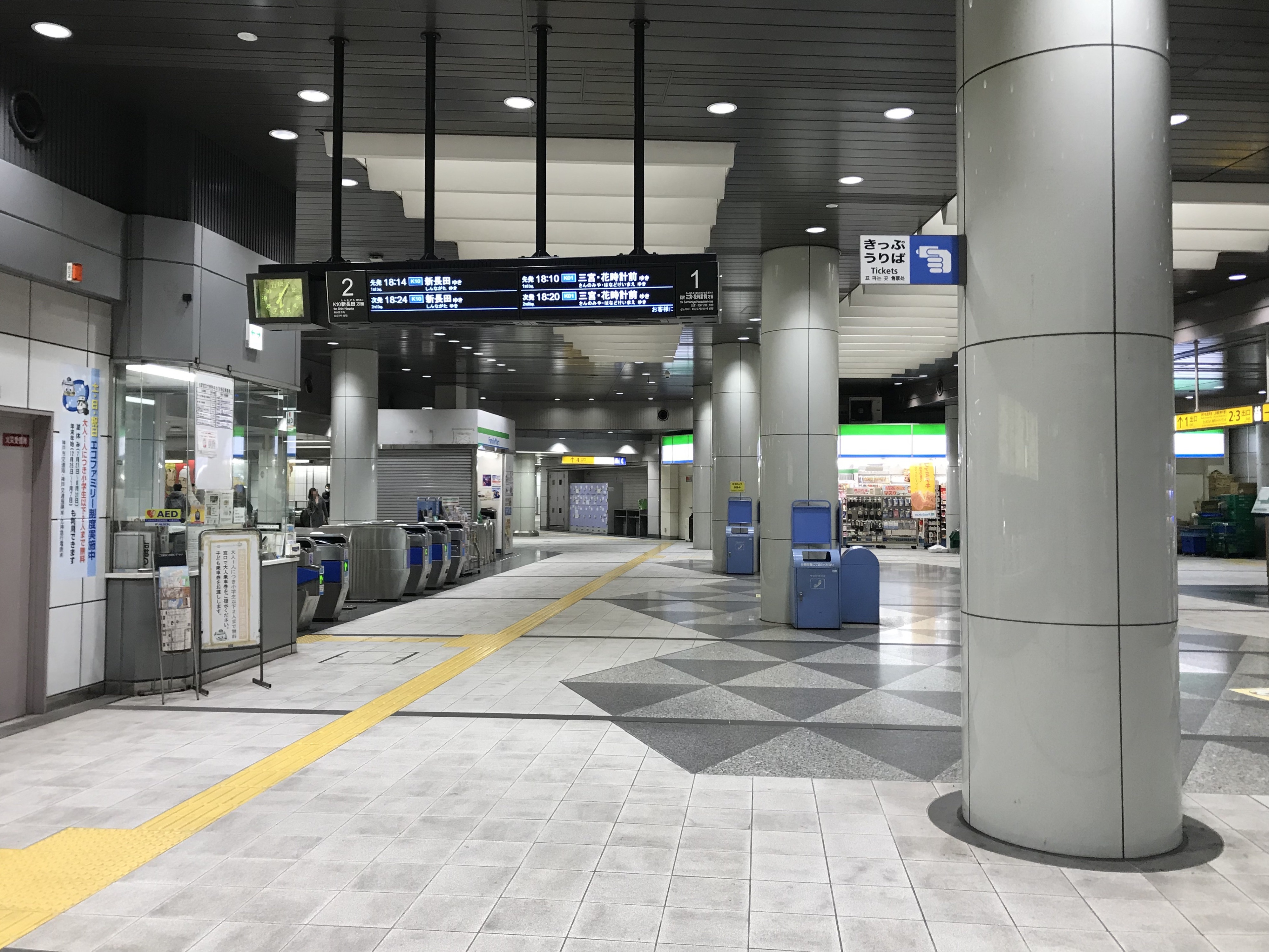
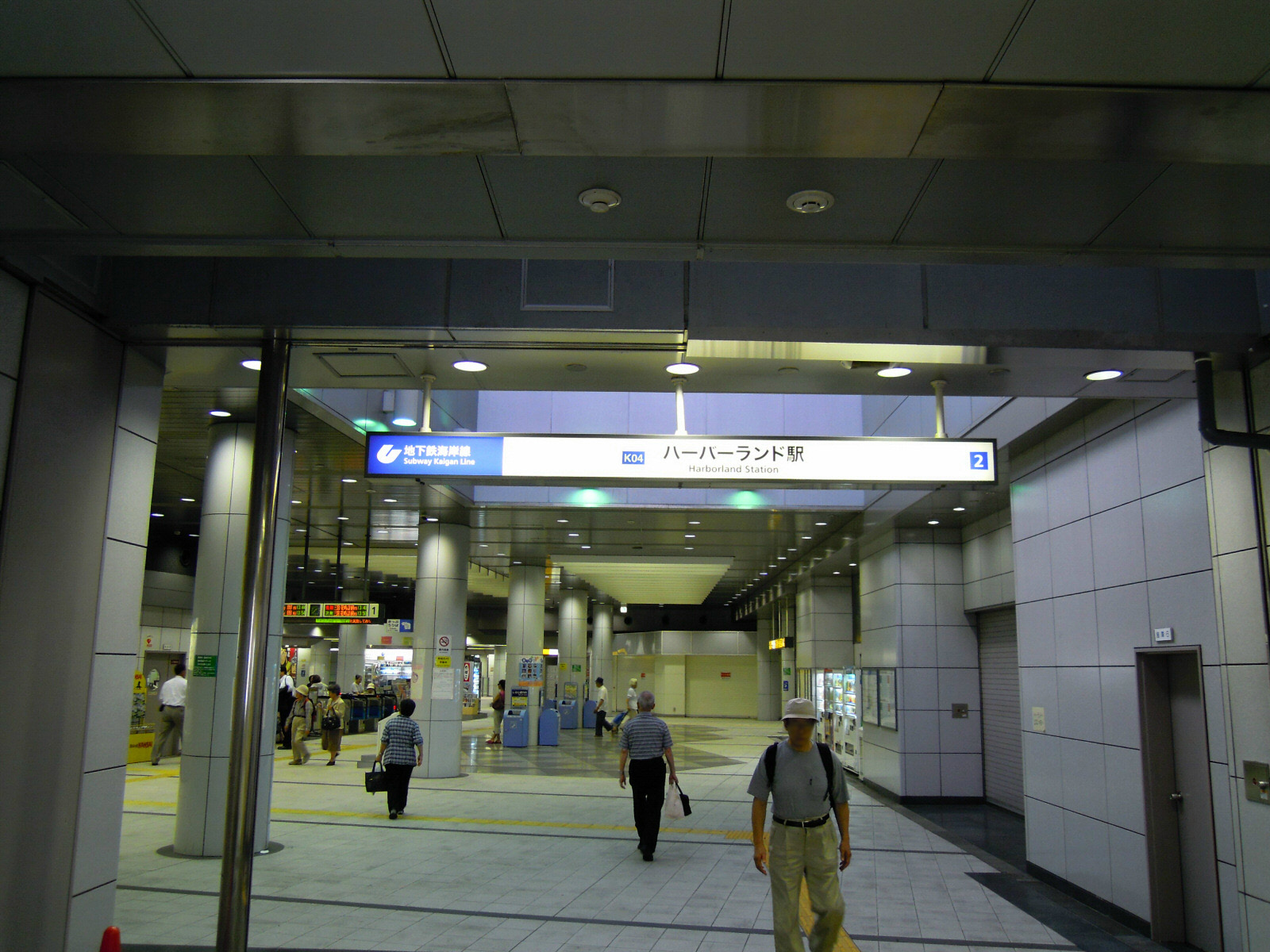
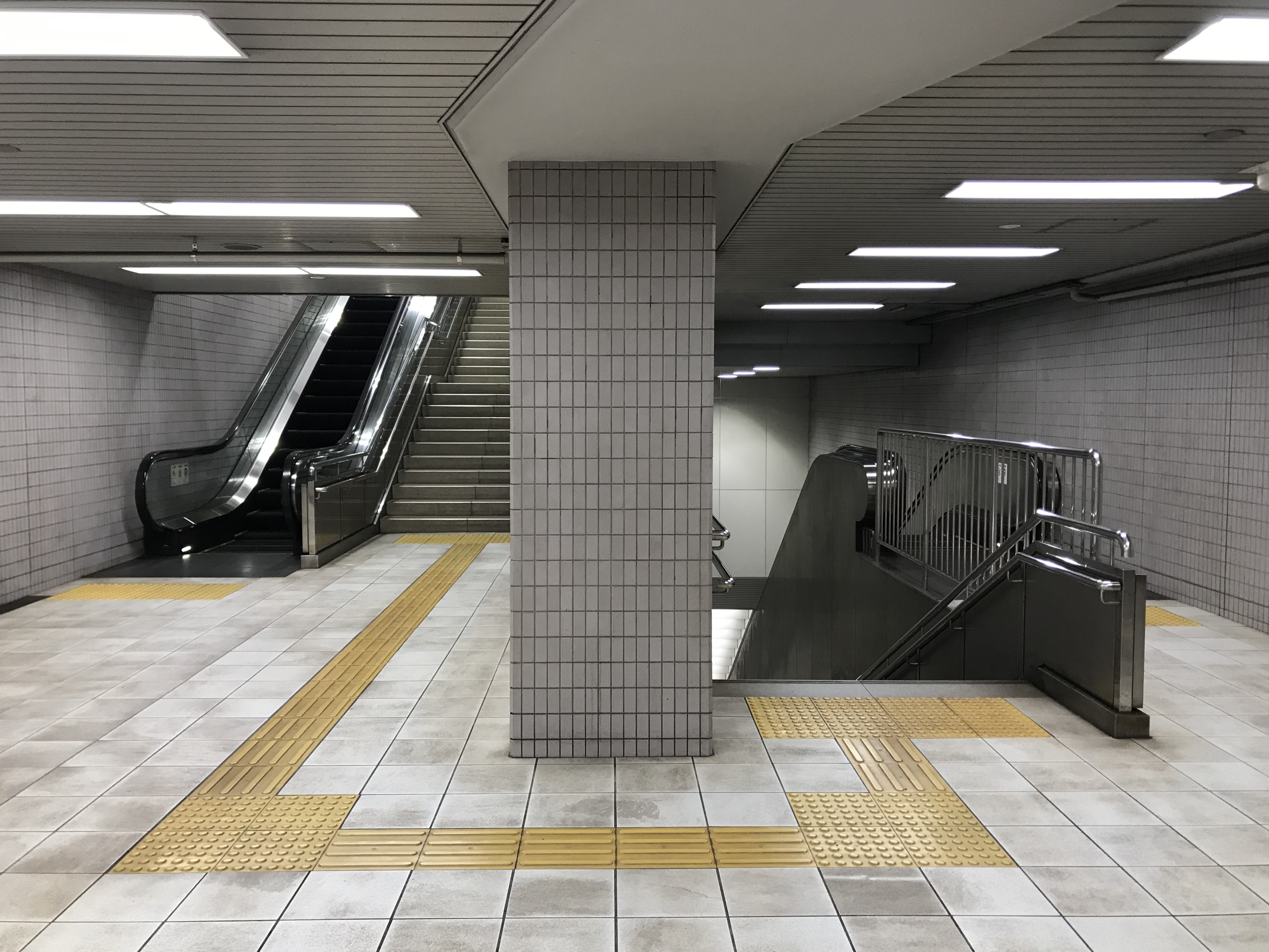

### Desserte
Harborland est desservie par les rames qui circulent sur la ligne Kaigan (bleue). Sur le quai central, la voie 1 est desservie par les rames en direction de Sannomiya-Hanadokeimae et la voie 2 par celles en direction de Shin-Nagata.

Installations et desserte
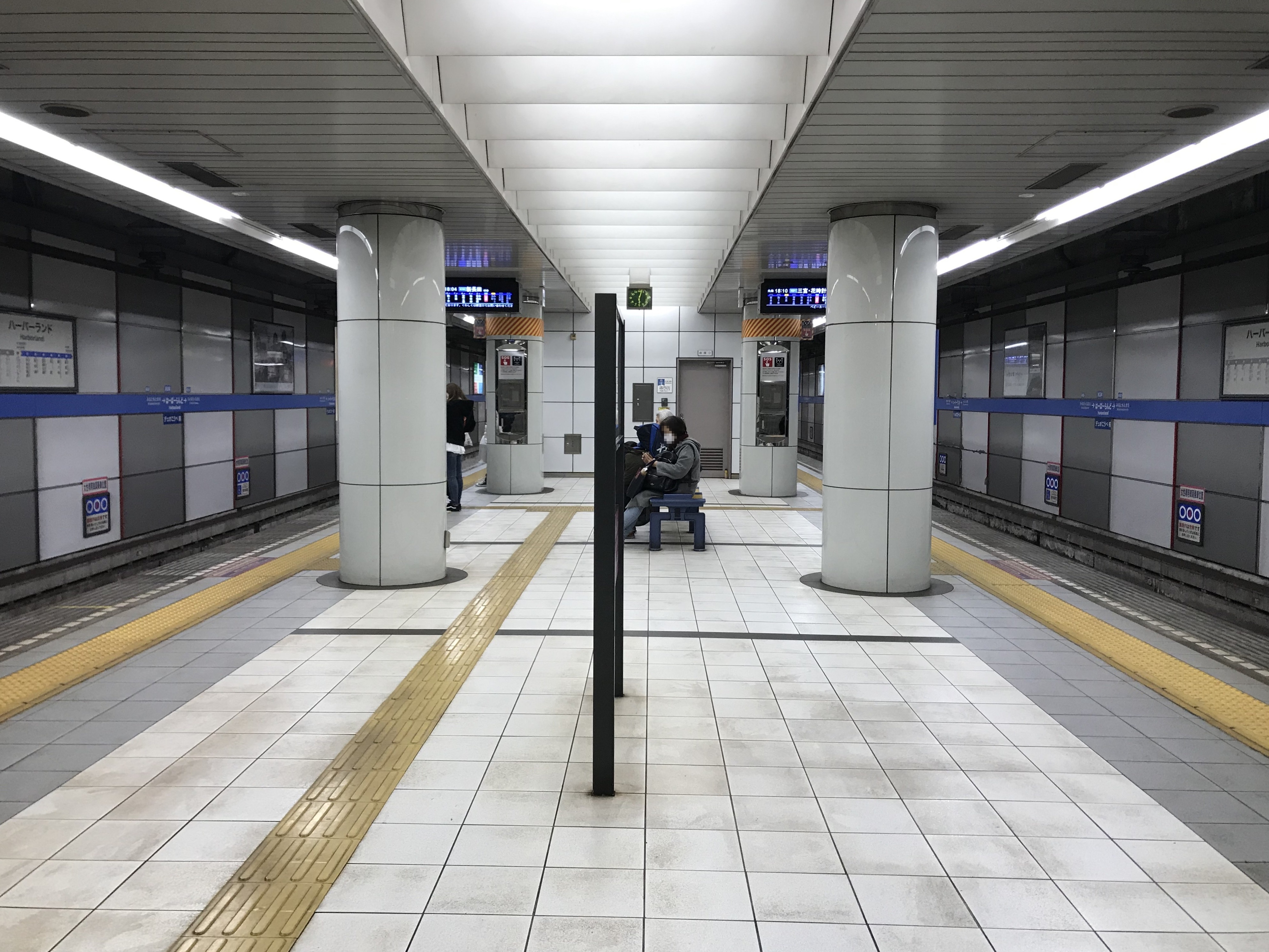
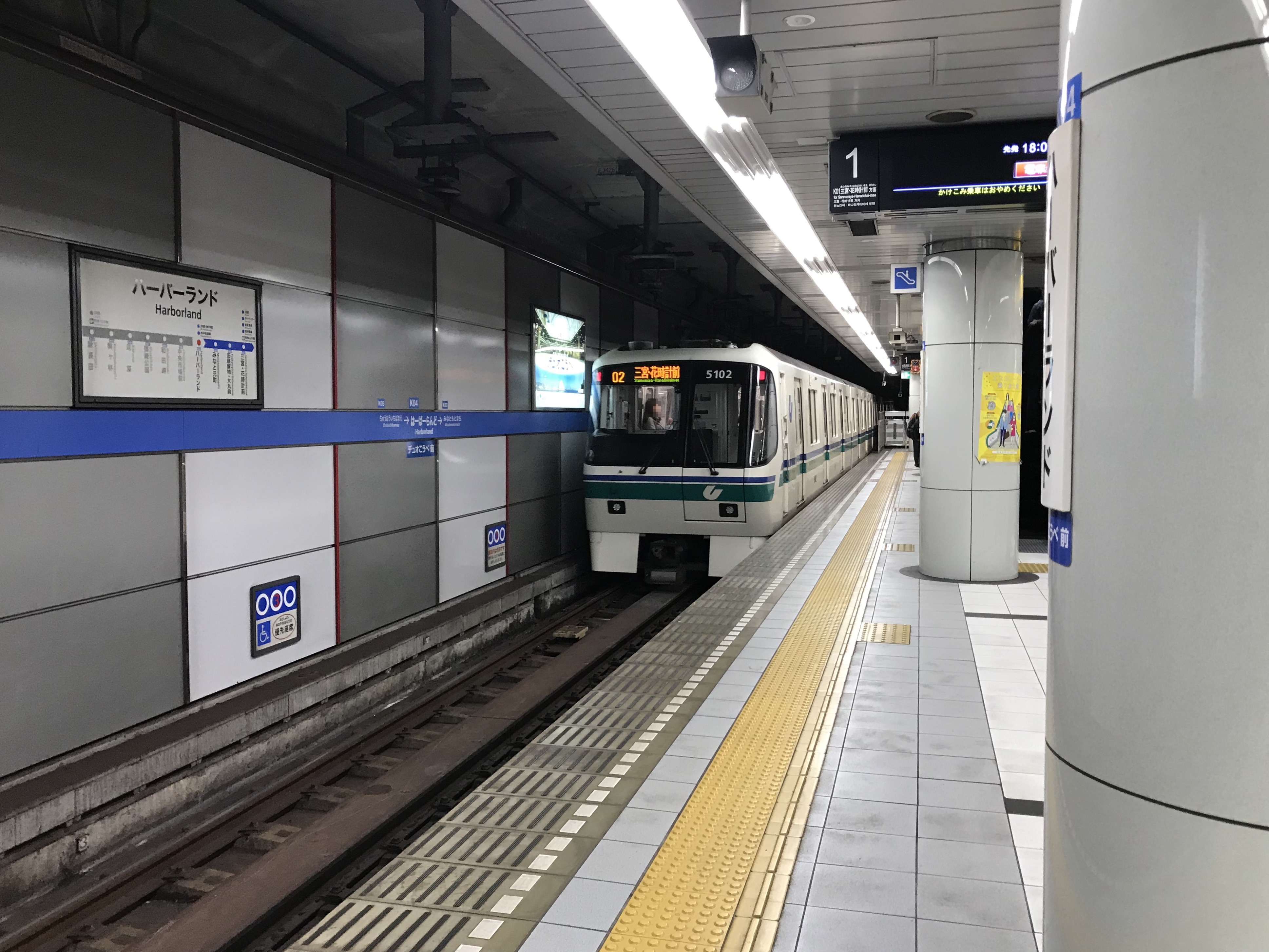
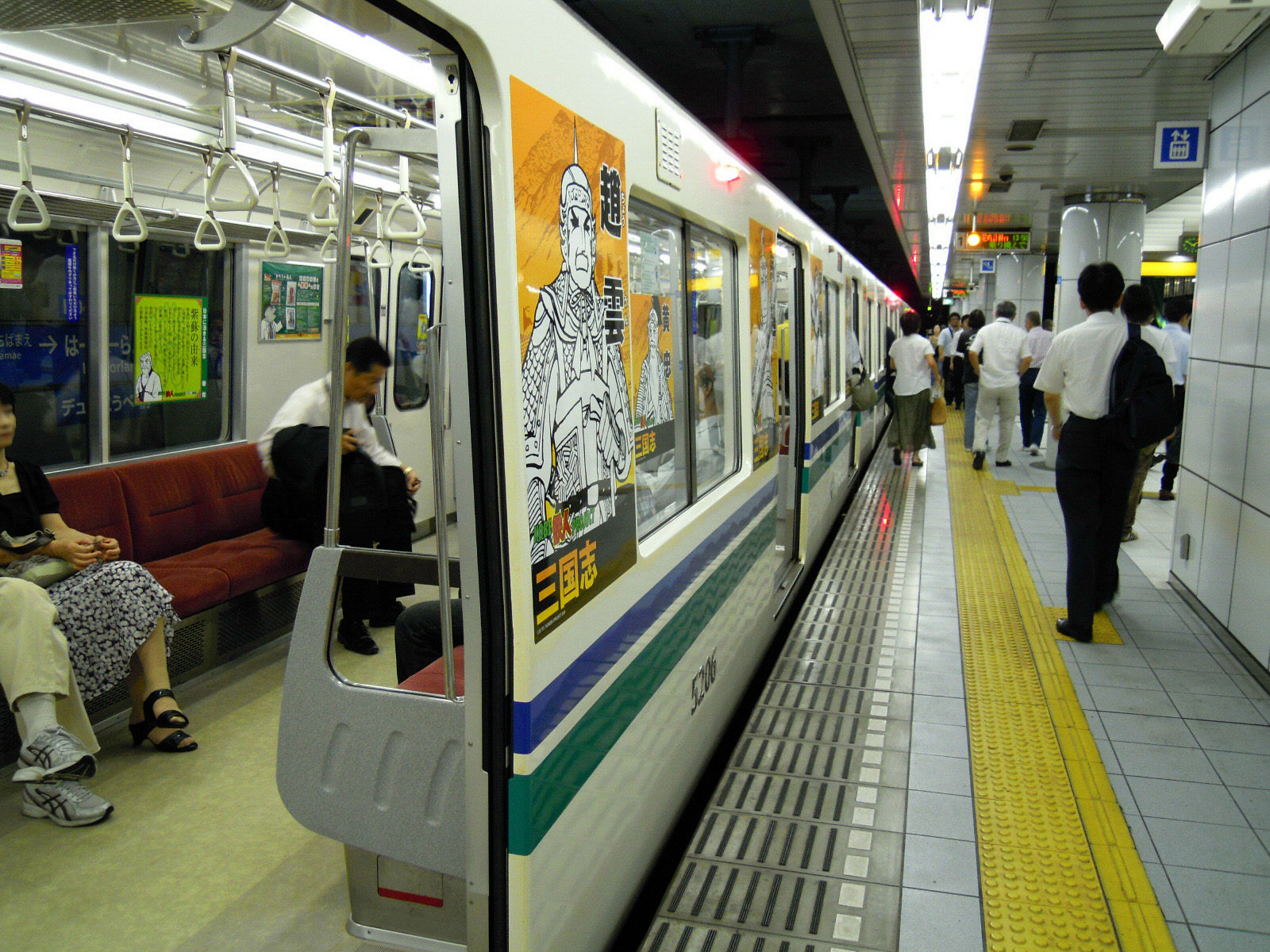

### Intermodalité
Elle est en correspondance avec la gare de Kobe et avec la gare de Kōsoku Kōbe.

## À proximité
La station permet d'accéder à plusieurs lieux remarquables : le sanctuaire shinto Minatogawa-jinja et la zone commerciale Harborland où se trouve notamment la Tour de Kobe.